# Offerings
Offerings — второй студийный альбом проекта Vas, вышедший в 1998 году. Запись альбома проводилась в лосанжелеской студии с марта по июнь и выпущен в сентябре. Рецензент Леонид Аускерн отмечает (в положительном ключе) отсутствие применения компьютерных эффектов и сэмплеров при создании альбома. В записи альбома  кроме основного состава дуэта принимали участия такие музыканты, как Омар Фарук Текбилек и Стиви Стиванс.

## Список композиций
1. «Svarga»
2. «Roya»
3. «Varuna»
4. «The Promise»
5. «Ellora»
6. «Temple Of The Maiden»
7. «Leyli»
8. «Veiled»
9. «Wajad»
10. «A Garland Of Breath»
11. «Mist Weaving»